# چیلا (کاستیا-کایوما)
چیلا (به اسپانیایی: Chila) یک کوه در پرو است که در استان کاستیا و استان کایوما واقع شده‌است. چیلا ۵٬۱۱۱٫۲ متر بالاتر از سطح دریا واقع شده‌است.